# Václav Prokop Diviš

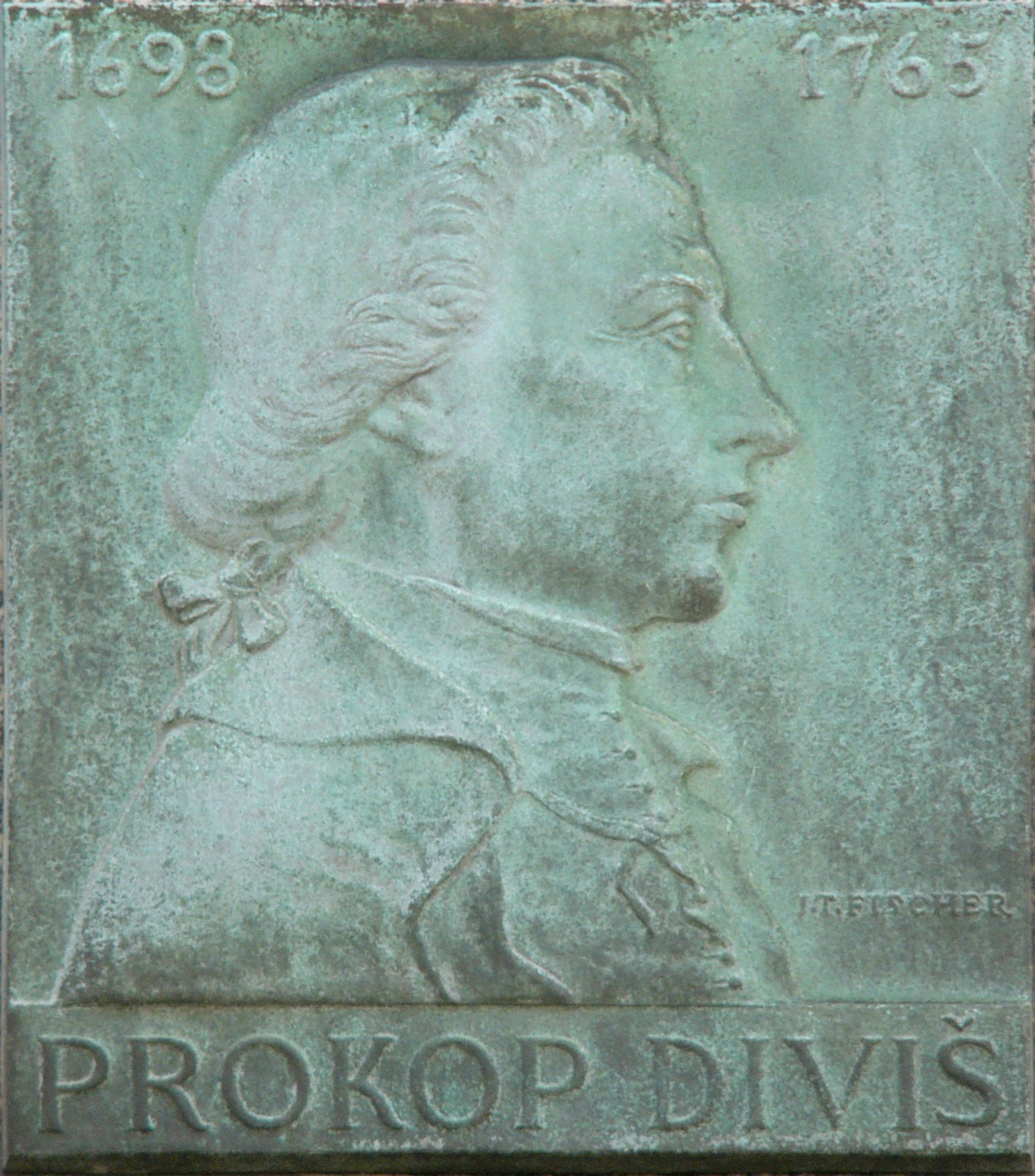
Targa di Václav Prokop Diviš di Jan Tomáš Fischer (1912–1957) presso la ex scuola gesuita di grammatica a piazza Jezuitské a Znojmo

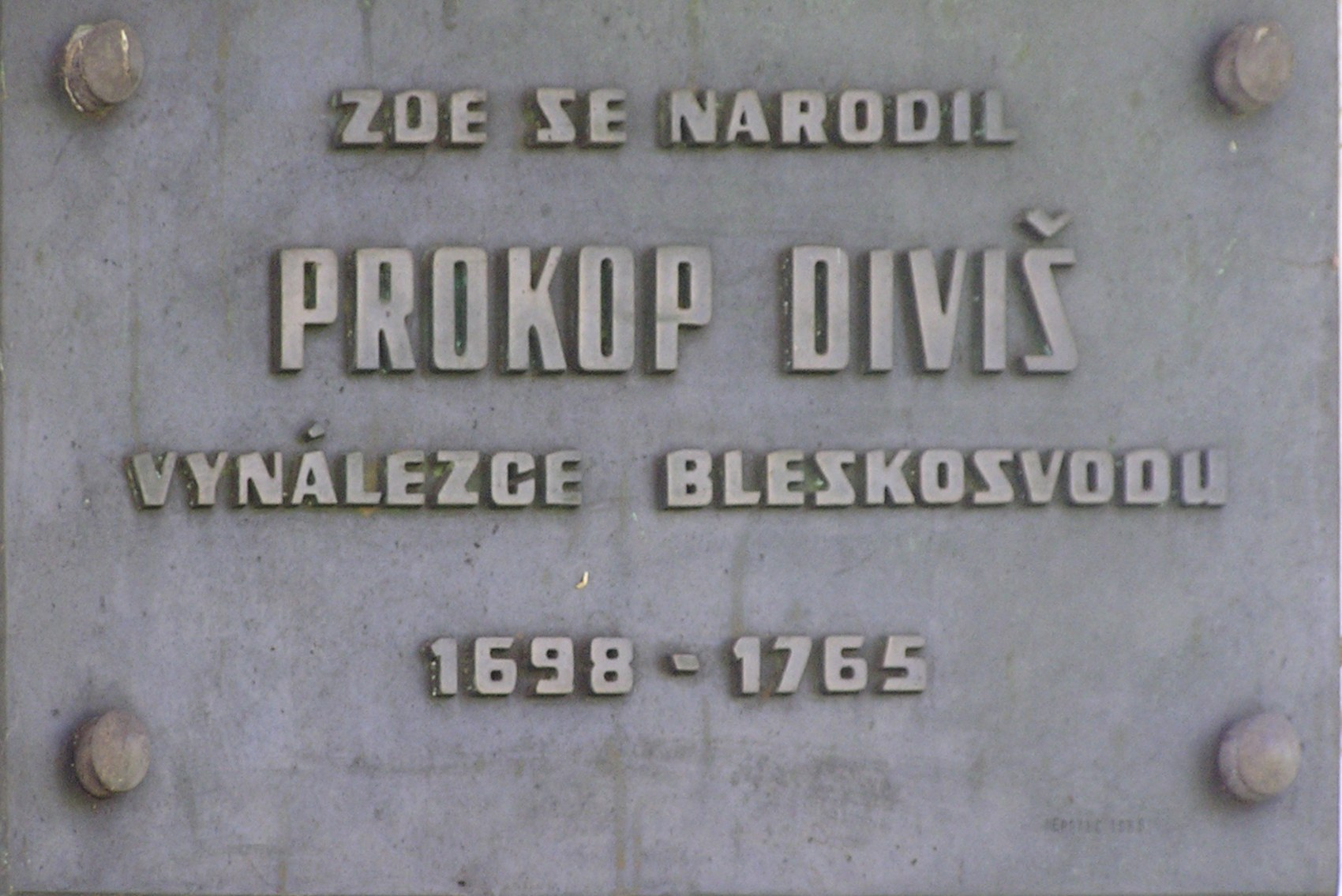
Targa di Václav Prokop Diviš sulla sua casa natale

Václav Prokop Diviš, in lingua tedesca Prokop Diwisch e in lingua latina Procopius Divis(ch), nome da ragazzo Václav Divíšek (Helvíkovice, 26 marzo 1698 – Znojmo, 25 dicembre 1765), è stato un presbitero, teologo e scienziato ceco.

## Biografia
Diviš nacque in Boemia (oggi Distretto di Ústí nad Orlicí in Repubblica Ceca). È stato sostenuto che il parafulmine da lui costruito il 15 giugno 1754 venne realizzato indipendentemente dall'invenzione di Benjamin Franklin, ma questo non viene universalmente riconosciuto dagli storici. Egli costruì inoltre il primo strumento musicale elettrico della storia, il cosiddetto Denis d'or. Morì il 25 dicembre 1765 a Přímětice oggi parte di Znojmo in Moravia.

## Galleria d'immagini

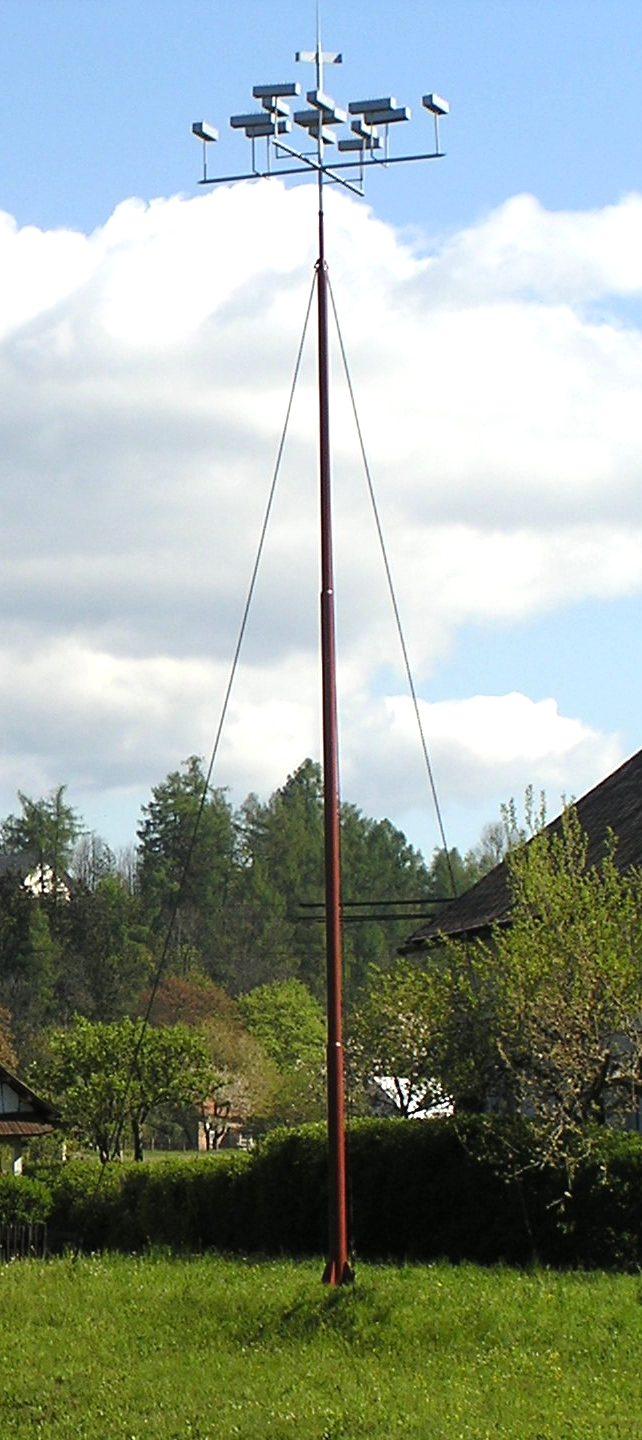
"Macchina meteorologica" inventata da Václav Prokop Diviš, avente funzione di parafulmine.
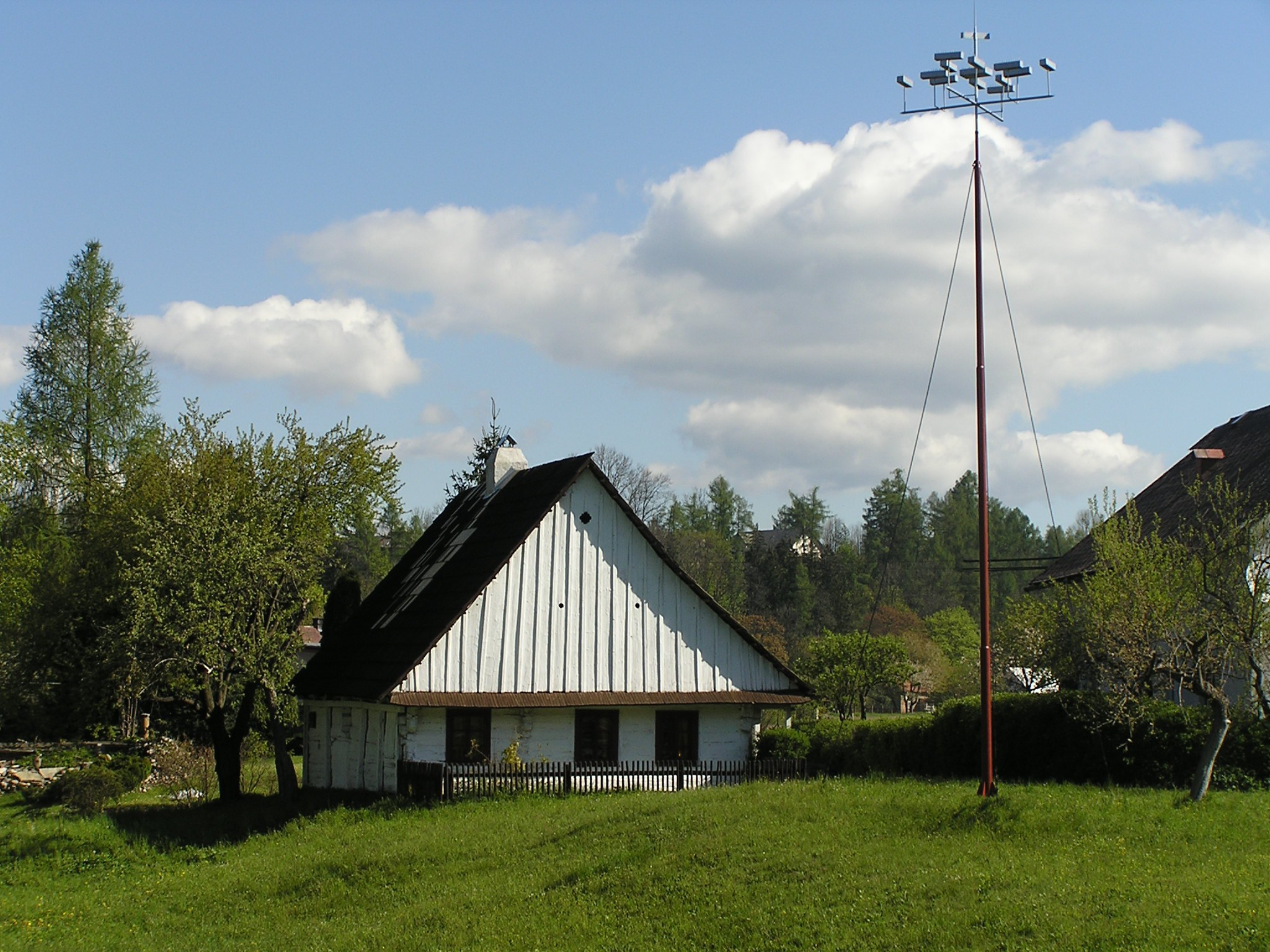
Casa natale di Prokop Diviš con il parafulmine sulla destra.
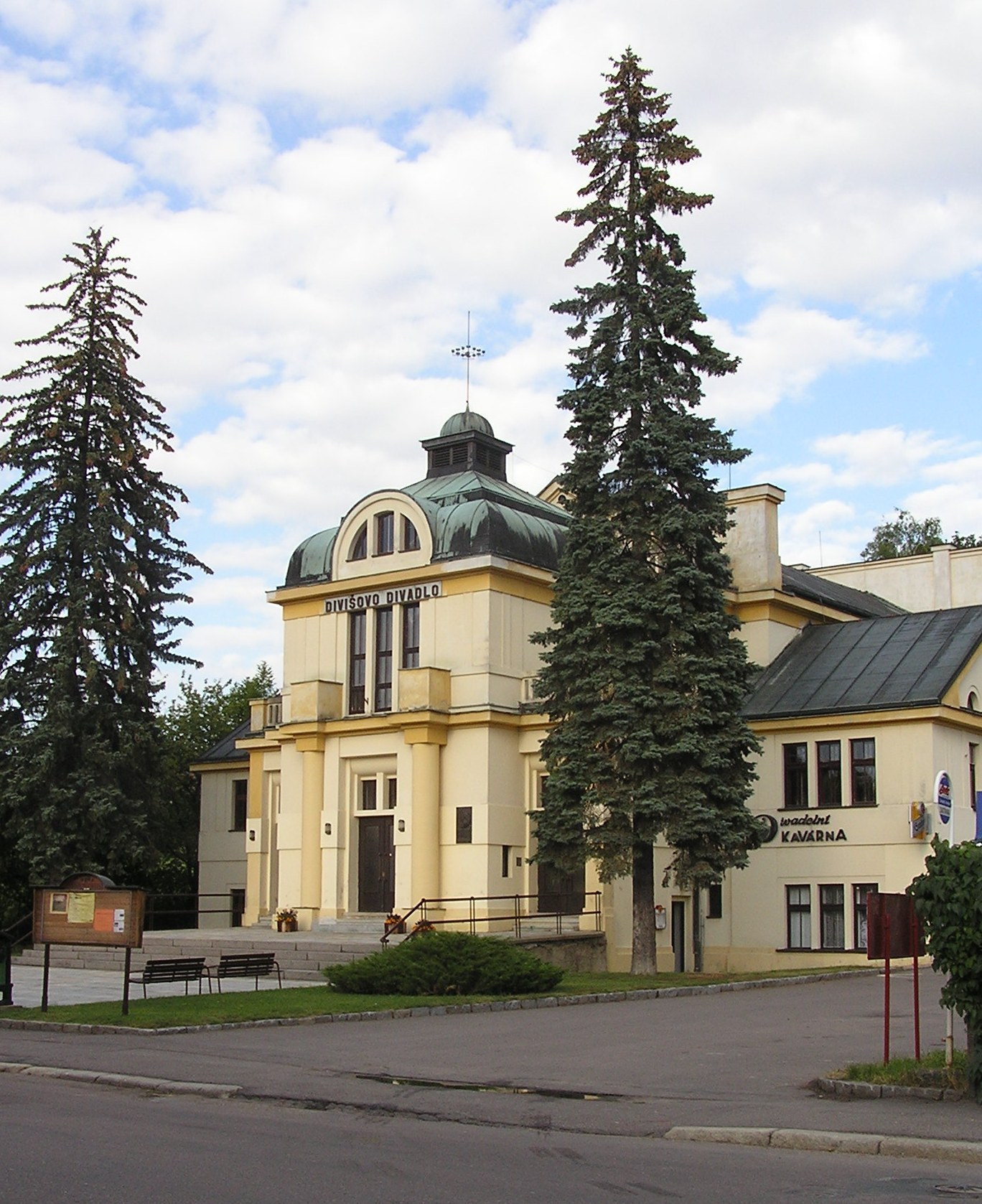
Il teatro Prokop Diviš a Žamberk con il parafulmine in cima.